# Fábio Bilica
Fábio Bilica, pseudonimo di Fábio Alves da Silva, in Italia noto anche solo come Bilica (Campina Grande, 4 gennaio 1979), è un ex calciatore brasiliano, di ruolo difensore. Il nome Bilica deriva dal fatto che da piccolo fosse vorace dei bilicas (lecca lecca).

## Carriera

### Club

#### In Italia
Fábio Bilica arrivò al Venezia guidato da Walter Novellino nell'estate 1998, insieme ai compagni di squadra Marcone e Tácio (i quali, a differenza sua, non debuttarono mai in Serie A). Il 24 gennaio 1999, nella gara contro il Bari, fu l'unico ad abbracciare il connazionale Tuta dopo la rete che diede il successo ai lagunari. Il 7 novembre successivo subentrò come portiere nell'incontro con il Milan parando un rigore a Ševčenko, senza però evitare il conseguente gol dei rossoneri. Nell'autunno 2001 fu protagonista di un fatto controverso giacché Roberto Baggio, allora calciatore del Brescia, denunciò di aver ricevuto dal brasiliano minacce di violenza fisica: comparso davanti all'ufficio federale per le indagini, non subì provvedimenti riconciliandosi addirittura con Baggio. In quattro stagioni con i lagunari, totalizzò 75 presenze tra Serie A e Serie B.
Così come anche altri giocatori che avevano appena terminato l'annata a Venezia, Bilica iniziò la stagione 2002-2003 tra le file del Palermo, nuovo club dell'ex patron lagunare Maurizio Zamparini. Con i rosanero collezionò 12 presenze in Serie B, quindi nel gennaio del 2003 fu ceduto proprio ai lombardi del Brescia in Serie A, dove rimase pochi mesi prima di passare in estate all'Ancona neopromosso nella massima serie: all'esordio fu espulso per reciproche scorrettezze con Paolo Maldini, nella sfida casalinga contro il Milan. In maglia dorica realizzò invece l'unico gol in Serie A, nel pareggio contro il Modena del 20 settembre 2003.

#### Grêmio
Dopo la retrocessione della squadra marchigiana al termine del campionato 2003-04, tornò in patria al Grêmio. L'esperienza durò pochi mesi per via del comportamento del calciatore, venuto persino alle mani con il tecnico Cláudio Duarte.

#### Ritorno in Europa
Passò quindi al Colonia in Germania e poi all'Istres in Ligue 2 in Francia.
Nella stagione 2007-2008 fu la volta dell'Universitatea Cluj in Romania, mentre nel giugno 2008 passò al Sivasspor in Turchia. Nel 2009 si trasferì al Fenerbahçe in uno scambio che vide andare il calciatore turco Yasin Çakmak al Sivasspor. Alla sua seconda stagione nella squadra vinse il campionato, mentre nel 2011-2012 vinse la coppa nazionale.
Nel luglio 2012 passò al Elazığspor, restando in Turchia fino al 2015.

#### Ritorno in Brasile
Dal 2016 tornò a giocare in Brasile, nei campionati minori.

### Nazionale
Bilica totalizzò tra il 1998 ed il 2000 16 presenze e 2 gol con la maglia della Nazionale olimpica brasiliana. Partecipò ai Giochi Olimpici di Sydney nel 2000 in una rosa che vedeva la presenza, tra gli altri, dei nomi di Ronaldinho, Alex e Lúcio.

## Palmarès

### Club
- Maria Quitéria Cup: 1

Bahia: 1998
- Campionato Baiano: 1

Bahia: 1998
- Supercoppa di Turchia: 1

Fenerbahçe: 2009
- Campionato turco: 1

Fenerbahçe: 2010-2011
- Coppa di Turchia: 1

Fenerbahçe: 2011-2012